# Xavier Pomés i Abella
Xavier Pomés i Abella (Barcelona, 1948), és un polític català militant de Convergència Democràtica de Catalunya.
Durant la primera època de CiU a la Generalitat de Catalunya fou present en diversos governs del president Jordi Pujol i va ocupar diverses responsabilitats polítiques. Va començar com a director general de seguretat ciutadana el 1992, fins que tres anys després Pujol el va posar al capdavant de tot el departament nomenant-lo conseller de Governació el 1995. El 1999 aquest ample departament es va dividir en dos: Pomés va seguir al capdavant de la seguretat catalana des de la nova conselleria d'Interior, mentre que les funcions de Governació van passar a Josep Antoni Duran i Lleida. Finalment, durant l'últim any del govern de Jordi Pujol va canviar aquesta cartera per la de Sanitat i Seguretat Social.